# William Waller

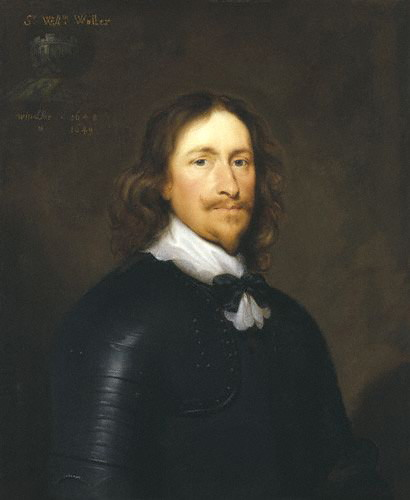
William Waller, porträtterad av Cornelis Janssens van Ceulen.

William Waller, född omkring 1597, död den 19 september 1668, var en engelsk krigare.
Waller var som yngling soldat i venetiansk och böhmisk tjänst. Han deltog i Horace Veres engelska expedition till Pfalz 1620—1622 och erhöll 1622 knightvärdighet. Waller var presbyterian, valdes 1640 till ledamot av "Långa parlamentet" och blev vid inbördeskrigets utbrott 1642 rytteriöverste i parlamentsarmén. En rad framgångar hösten samma år, bland annat erövringen av Portsmouth, gav honom ryktbarhet (han kallades William the Conqueror). År 1643 blev han generalmajor, hade flera framgångar vid Gloucester och i Wales på våren, men besegrades i juli vid Roundway Down av rojalister från Oxford under ledning av Henry Wilmot. Även 1644 var Wallers krigslycka växlande; han förordade den arméreorganisation Cromwell sedan genomförde och nedlade 1645 sitt befäl för att i stället som presbyterianernas ledare i underhuset återupptaga sitt parlamentsarbete. Därvid kom han i skarp konflikt med armébefälet, uteslöts ur parlamentet vid "rensningen" i december 1648 och fick i tre år sitta fängslad utan rannsakning. Under protektoratet blev han ånyo två gånger fängslad (1658 och 1659), knöt förbindelser med monarkisterna och återfick i februari 1660 sin plats i parlamentet, där han sedan medverkade till restaurationen. Som general utmärkte sig Waller särskildt för skicklig defensivtaktik.